# Serie B (2007/2008)
Serie B w sezonie 2007/2008 zaczęła się 25 sierpnia 2007 a skończyła 15 czerwca 2008. 22 zespoły rozegrały po 42 mecze.

## Ostateczna tabela
1: 1 punkt odjęty za zwłoki w płatnościach

### Playoffy
- Pisa Calcio – US Lecce 1:3 (0:1 i 1:2)
- Brescia Calcio – U.C. AlbinoLeffe 2:3 (1:0 i 1:2)
- U.C. AlbinoLeffe – US Lecce 1:2 (0:1 i 1:1)

US Lecce uzyskało awans do Serie A

## Strzelcy
| Zawodnik              | Gole | Drużyna     |
| --------------------- | ---- | ----------- |
| Denis Godeas          | 28   | Mantova     |
| Pablo Granoche        | 24   | Triestina   |
| Marco Cellini         | 23   | AlbinoLeffe |
| Massimo Marazzina     | 23   | Bologna FC  |
| Sergio Pellissier     | 22   | Chievo      |
| José Ignacio Castillo | 21   | Pisa        |
| Francesco Lodi        | 20   | Frosinone   |
| Salvatore Bruno       | 18   | Modena      |
| Alessandro Pellicori  | 18   | Avellino    |
| Andrea Soncin         | 18   | Ascoli      |